# Stepney
Stepney is een wijk in het Londense bestuurlijke gebied Tower Hamlets, in het oosten van de regio Groot-Londen.

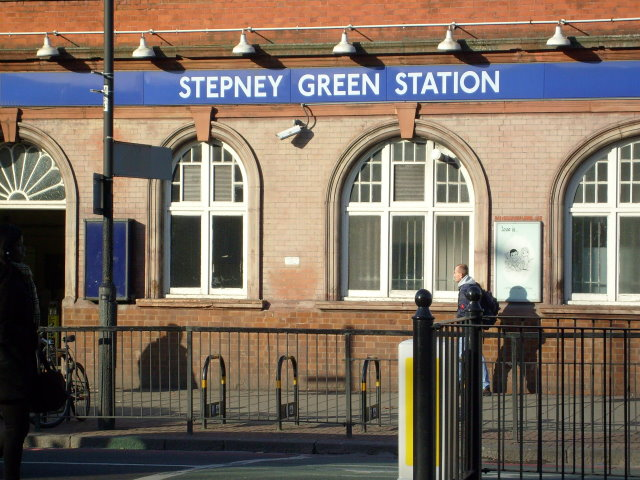
Metrostation Steney Green
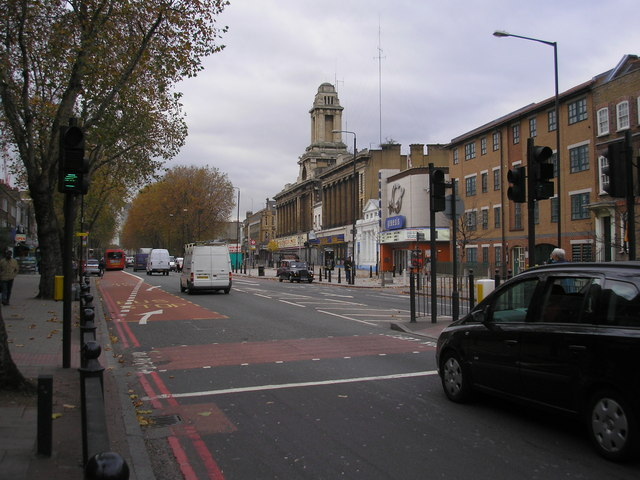
Mile End Road
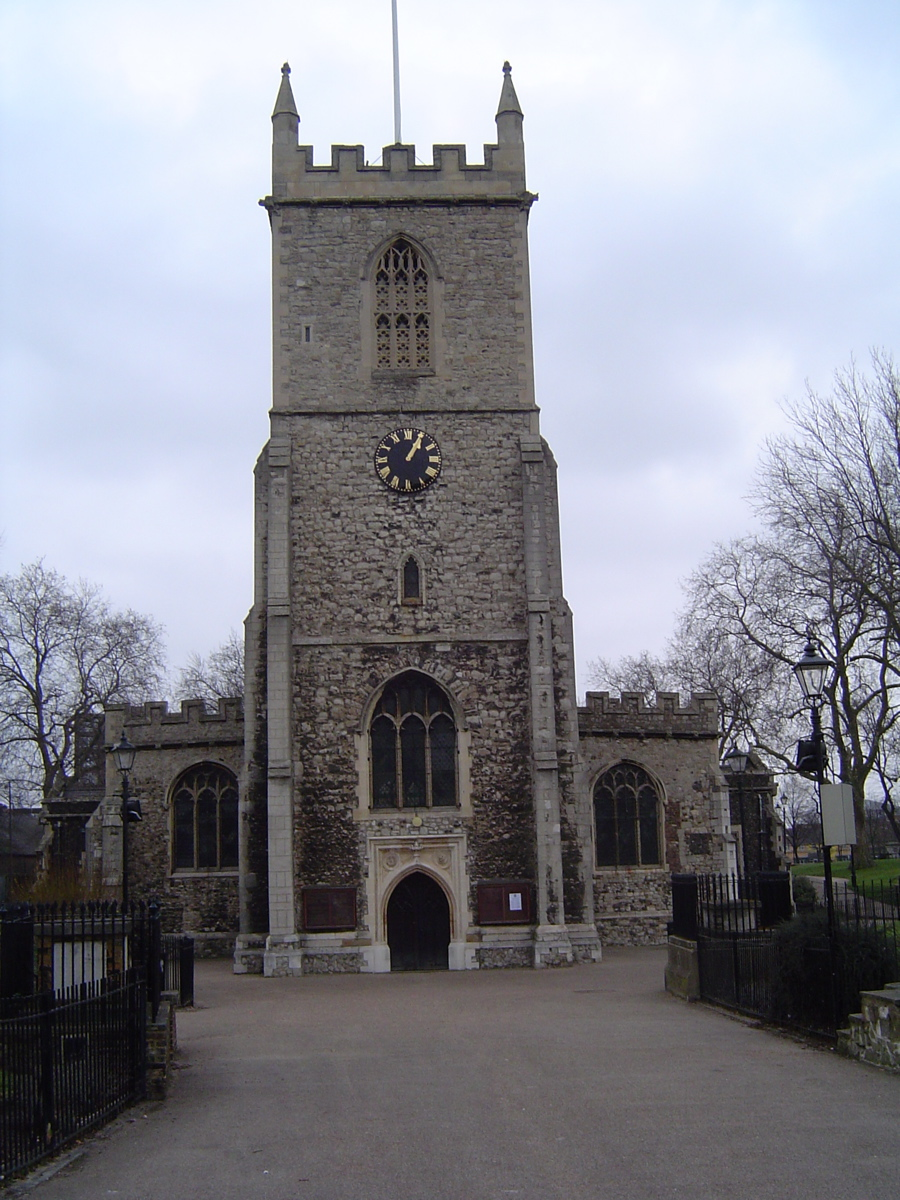
Kerk van St Dunstan

## Geboren in Stepney
- Monty Norman (1928-2022), filmmuziekcomponist en zanger
- Monty Sunshine (1928-2010), jazzklarinettist
- Des O'Connor (1932-2020), zanger en entertainer
- Roy Marsden (1941), acteur
- Kenney Jones (1948), rockdrummer (o.a. Small Faces, The Faces en The Who)
- Jah Wobble (1958), bassist, songwriter en dichter
- Eddie Marsan (1968), acteur
- Ashley Cole (1980), voetballer